# Fischereiproduktionsgenossenschaft der See- und Küstenfischer

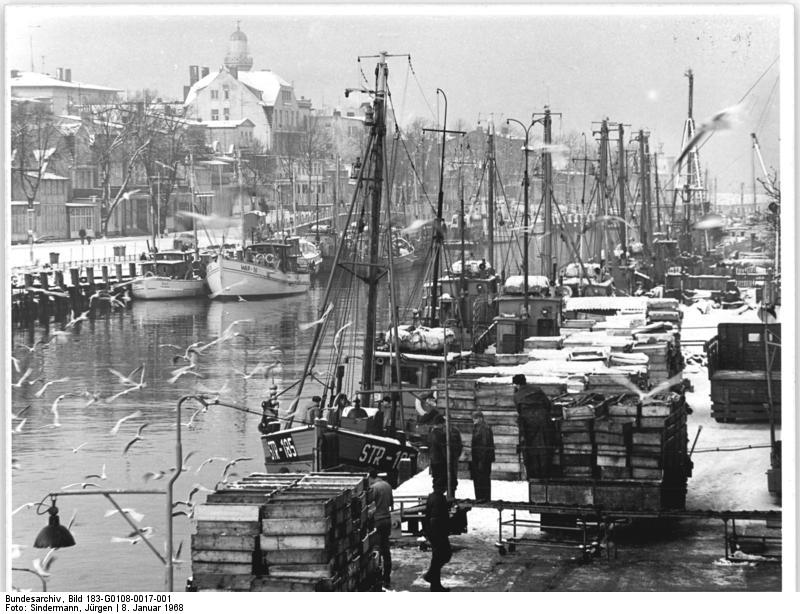
Fischerboote der Fischereiproduktionsgenossenschaft Warnemünde im Januar 1968 am Alten Strom in Warnemünde

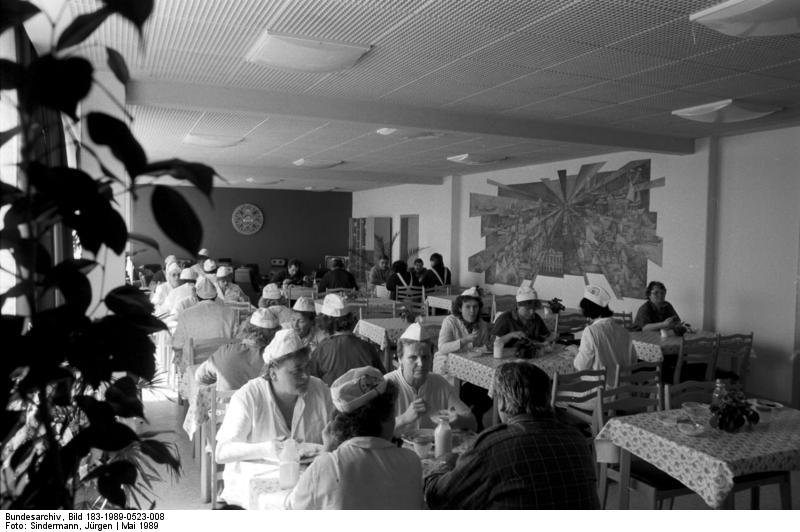
Klub- und Speiseraum der FPG Warnemünde, Mai 1989

Eine Fischereiproduktionsgenossenschaft der See- und Küstenfischer (abgekürzt FPG) war der teilweise erzwungene Zusammenschluss von See- und Küstenfischern in der DDR zu einer sozialistischen Genossenschaft.

## Gründung der FPG
Die SED beschloss auf der 2. Parteikonferenz der SED in Ost-Berlin (9.–12. Juli 1952) die Maßnahmen zur Bildung von Genossenschaften. Entsprechend der Kollektivierung und Industrialisierung der Landwirtschaft, die eine der Grundideen des Sozialismus darstellte, sollten sich auch die Fischer an der Ostseeküste der DDR durch genossenschaftliches Eigentum an den Produktionsmitteln und genossenschaftliche Arbeit an der geplanten gesellschaftlichen Entwicklung in Richtung Sozialismus beteiligen.

## Wirtschaftlicher Aspekt
Die genossenschaftliche Arbeit sollte durch den Zusammenschluss der Fischer zu einer FPG zu Rationalisierung und erhöhter Effektivität gegenüber einer individuellen Produktion führen.

## Fischereiproduktionsgenossenschaften
Als Beispiele – auch für die Wahl der Firmennamen – seien stellvertretend genannt:
- FPG De Süder in Neuendorf auf Hiddensee
- FPG Swantevit in Vitte auf Hiddensee
- FPG 20. Jahrestag in Rankwitz auf Usedom
- FPG Inselfisch in Karlshagen/Freest
- FPG Karl Marx in Dranske